# Paseo de Extremadura
El paseo de Extremadura es una vía pública de Madrid, prolongación natural de la calle de Segovia tras el cruce del puente, ubicado en la margen derecha del río Manzanares. Toma su nombre a partir del siglo XVIII, por ser antiguamente una carretera que pasaba por el alto de Extremadura. La carretera de Extremadura (denominada en el plano de Teixeira como camino de Móstoles), fue el origen del núcleo de población que se agregó hasta convertirse en Paseo. Parte de su recorrido se realiza por el distrito de Latina.

## Historia
En el siglo XVI la zona era un camino extramuros entre unas huertas. Las huertas se denominaban de la ermita del Ángel. La ermita del Santo Ángel de la Guarda se encontraba ubicada al comienzo del paseo (en las cercanías de la iglesia de Santa Cristina). Las huertas pasaron a formar parte de los bienes de propios de Madrid en 1584, al ser compradas por Alonso Muriel. Poco a poco se comenzaron a habitar la zona con artesanos de diferente índole como herradores, corralizas, tejares y otras industrias típicas suburbiales, siendo de gran interés en este sentido el traslado de basureros y escombreros que, en otro tiempo, ocuparon la llamada "Tela" en el margen izquierdo del río Manzanares, y que en el barrio de Puerta del Ángel se convirtieron en el de "Tela Nueva". 
Se va poblando poco a poco la zona, se construyen viviendas. Se instala la estación de Goya. En 1892 se inauguró el asilo de Santa Cristina. Abre el Mercado de Tirso De Molina en 1932, abasteciendo a un núcleo urbanístico. 
Algunas viviendas con carácter histórico desaparecieron durante la Guerra Civil, tal es el Castillo de Bofarull destruido en la defensa de Madrid en la avanzadilla del denominado frente de Usera. En el plan de ordenación urbana de 1952, en desarrollo del plan general de 1946, sienta las bases para todo el desarrollo posterior del barrio. La avenida de Portugal, inexistente hasta entonces empieza a construirse, quitándole terreno a la Casa de Campo, con el objeto de liberar de tráfico al paseo de Extremadura.